# 2025年新德里火车站踩踏事件
2025年新德里火車站踩踏事件，是發生於2025年2月15日的致命意外。意外原因是火車票超售、火車延誤，加上月台變更，導致大批乘客聚集於印度首都的新德里火車站，搶搭前往全球規模最大的朝聖集會「大壺節」的火車，因而發生混亂，造成事故，造成至少18人喪生，25人受傷。不過，印度鐵路公司於事發第二日，否認有關月台變更公告混亂，引發新德里火車站擁擠的指控。印度高等法院，於2025年2月19日下令，要求鐵路公司立即審查火車票銷售制度，以及避免乘客人數過多的方案。

## 背景
2025年正值印度教每12年举行一次的大壺節时期，吸引大批信众至印度北部普拉亚格拉吉等城市進行聖浴，大壺節過去已引发多次嚴重的踩踏事件，最近一次在1月29日普拉亚格拉吉发生的踩踏事故造成了至少30多人死亡，60多人受伤。

## 经过
事故发生在當地15日晚間8時左右，因為有火車嚴重誤點，讓在新德里站月台上等車的民眾暴增，等火車到站後，出現民眾爭搶進入車廂的狀況，等車的民眾都是要前往「大壺節」舉辦地普拉亞格拉吉，2列火車由不同月台進站後，2個月台因為人潮太擁擠，都爆發推擠踩踏事故。事故造成至少18人喪生，25人受伤。